# أوليفر هيفسايد
أوليفر هيفيسايد (بالإنجليزية: Oliver Heaviside) (1850-1925) [هندسة كهربائية مهندس كهربائي], عالم رياضيات، وعالم فيزياء بريطاني عصامي التعلم. ولد في منطقة كامدن تاون في لندن وكان منذ صغره يعني صعوبة في السمع والخجل المفرط، ينسب إلى هيفسايد الفضل في وصول النظريات الكهربائية إلى شكلها الحديث بعد اختصاره لكل معادلات ماكسويل الأربع إلى معادلتين فقط واثار بحوثه في العديد من النظريات التي أسست لهندسة الكهرباء الحديثة.

## السيرة الذاتية

### سنوات الشباب
هفيسايد ولد في لندن، في 55 شارع الملوك (الآن يسمى الشارع بلندر). كان قصير وأحمر الشعر. قد عانى من  من الحمى القرمزية عند طفولته، التي تركته مع ضعف في السمع. استلمت عائلته تركة بسيطة مكنت الأسرة للانتقال إلى جزء أفضل من لندن عندما كان ثلاثة عشر وثم تم ارساله إلى مدرسة كمايدن لتعلم الكتابة والقراءة. كان طالب جيد، كان ترتيبه الخامسة من خمس مائة طالب في عام 1865، ولكن والديه لا يمكن ان يبقوه المدرسة بعد أن كان 16. لذلك جبر على ترك الدراسة، واصل دراسته لمدة عام معتمدا على نفسه وبعض الكتب المتبقية. لم يحصل بعد ذلك على أي تعليم الرسمي.
قريب هفيسايد كان السير تشارلز ويتستون (1802-1875)  خبير دولي بالاتصالات والكهرومغناطيسية، مخترع أول  تلغراف نجاحا تجاريا في منتصف 1830s. ويتستون اهتم  بتعليم الطفل وفي عام 1867 أرسله إلى الشمال للعَمل، مع الأخ الأكبر آرثر الذي كان يدير واحدة من شركات ويتستون للتلغراف في نيوكاسل أبون تاين.
بعد عامين تولى وظيفة المشغل تلغراف مع شركة البرق الشمالية العظمى الدنماركية   التي وضعت كابل من نيوكاسل إلى الدنمارك باستخدام المقاولين البريطانية. وقال انه سرعان ما أصبح كهربائي. هفيسايد واصلت التعلم أثناء العمل.  قبل ان يبلغ 22 نشر مقالا في مجلة الفلسفية المرموقة.كان موضوع المقالة على أفضل ترتيب جسر ويتستون لقياس المقاومة باستخدام الجلفانومتر وبطارية' المقال حصل على تعليقات إيجابية من علماء الفيزياء الذين حاولوا دون جدوى حل هذه مشكلة الجبرية، بما في ذلك السير وليام طومسون و  كليرك ماكسويل جيمس كلارك ماكسويل.
عندما نشرت مقالا عن طريقة استخدام التلغراف كابل بالازدواج، لقد سخر من أر.أس كالي، رئيس مهندسين في  Office (UK)#Telegraph|مكتب البريد والبرق ، الذي كان قد أشار الي ازدواج  بانه مستحيل وعديم الجدوى. في وقت لاحق في عام  1873 طلب للانضمام إلى مؤسسة مهندسين الكهربائيين والتيلكراف   ووجه طلبه بالرفض. بسبب عداوة وغيض ار.اس. كاي واعوانه. هذا غضب هيفي سايد، الذي طلب من طومسون أن يكفله. دعم تومسون إلى جنب دعم من رئيس  المؤسسة تم قبول هيفي سايد انه «على الرغم من تكبر مهندسي البريد».

## روابط خارجية
- أوليفر هيفسايد على موقع الموسوعة البريطانية (الإنجليزية)
- أوليفر هيفسايد على موقع إن إن دي بي (الإنجليزية)